# Starý Šachov
Starý Šachov (deutsch Alt Schokau, bis 1869 Schokau) ist eine Gemeinde in Tschechien. Sie liegt 13 Kilometer südöstlich von Děčín und gehört zum Okres Děčín.

## Geographie

### Geographische Lage
Starý Šachov befindet sich im Tal der Ploučnice am rechten Ufer des Flusses. Nördlich erhebt sich der Kotel (395 m), im Nordosten der Dubový vrch (402 m), südöstlich der Kozí vrch (428 m), im Süden der Merboltický kopec (426 m) und der Kamenec (Steinberg, 519 m) sowie westlich der Lipový vrch (403 m) und Liščí vrch (351 m).

### Gemeindegliederung
Die Gemeinde Starý Šachov besteht aus den Ortsteilen Malý Šachov (Klein Schokau) und Starý Šachov (Alt Schokau), die zugleich auch Katastralbezirke bilden. Zu Starý Šachov gehört außerdem die Ansiedlung Brlohy (Lochhäuser).

### Nachbargemeinden
Nachbarorte sind Malá Bukovina im Norden, Velká Bukovina im Nordosten, Slunce im Osten, Žandov, Dolní Police, Malá Strana und Zpěvné im Südosten, Malý Šachov im Süden, Merboltice und Valkeřice im Südwesten, Brlohy und Františkov nad Ploučnicí im Westen sowie Dolní Habartice im Nordwesten.

## Geschichte
Die erste Erwähnung von Schokaw erfolgte im Jahre 1328. In den Jahren 1387 und 1468 wurde der Ort als Stockaw bezeichnet. Bis 1624 war das im Jahre 1542 evangelisch gewordene Dorf zur Kirche des hl. Bartholomäus in Sandau gepfarrt. Seit dem 17. Jahrhundert war der Ort Sitz eines Ortsrichters. Nach der Rekatholisierung wurde Schokau 1624 zur Kirche Mariä Heimsuchung in Ober Politz umgepfarrt. Die berní rula von 1654 weist für Cziakow acht Bauern, sechs Gärtner und sechs Häusler aus. 1713 bestand das Dorf aus 21 Häusern und 1783 standen in Schogau bereits 33 Häuser. Zwischen 1723 und 1732 gehörte das Dorf zur Pfarrkirche des hl. Wenzel in Groß Bocken. Es kam dann zur Pfarre Ober Politz zurück und wurde 1775 schließlich wieder nach Sandau gepfarrt. Die Bewohner des Dorfes lebten von der Landwirtschaft, vornehmlich vom Obstbau. 1833 gründete der Auschaer Apotheker Ignaz Piller am linken Polzenufer auf den Fluren des Meierhof Schokau die neuen Siedlungen Klein Schokau und Triesch. Zu dieser Zeit hatte Schokau 231 Einwohner und bestand inklusive der drei Lochhäuser aus 40 Häusern.
Nach der Aufhebung der Patrimonialherrschaften bildete Schokau / Šachov ab 1850 einen Ortsteil der politischen Gemeinde Groß Bocken in der Bezirkshauptmannschaft Tetschen. 1869 lebten in Schokau mit den Lochhäusern 220 Menschen. Seit 1869 wurde zur Unterscheidung von Klein Schokau auch die Bezeichnung Alt Schokau verwendet. Nach der Errichtung einer Kattunfabrik wuchs Klein Schokau an und hatte 1869 bereits 512 Einwohner. 1872 nahm die Eisenbahn von Bodenbach nach Böhmisch Leipa den Betrieb auf. 1877 entstand die Gemeinde Schokau / Šachov. Sie hatte im Jahre 1900 169 Einwohner. 1921 erfolgte die offizielle Umbenennung in Alt Schokau / Starý Šachov. 1930 hatte die Gemeinde 169 Einwohner. Nach dem Münchner Abkommen wurde die Gemeinde 1938 dem Deutschen Reich zugeschlagen und gehörte bis 1945 zum Landkreis Tetschen, ab 1943 Tetschen-Bodenbach. 1939 lebten in Alt Schokau 165 Menschen, die fast alle der deutschen Volksgruppe angehörten. 1945 kam Starý Šachov zur Tschechoslowakei zurück, die deutschen Bewohner wurden vertrieben. 1949 wurde Malý Šachov eingemeindet. Zwischen 1980 und 1990 war Starý Šachov ein Ortsteil von Benešov nad Ploučnicí.

## Kultur und Sehenswürdigkeiten
- Bukovinské skály, Felsengruppe am Berg Liščí vrch, westlich des Dorfes
- Naturreservat Kamenná hůra am Berg Kamenec, südwestlich des Ortes